# Fibrila

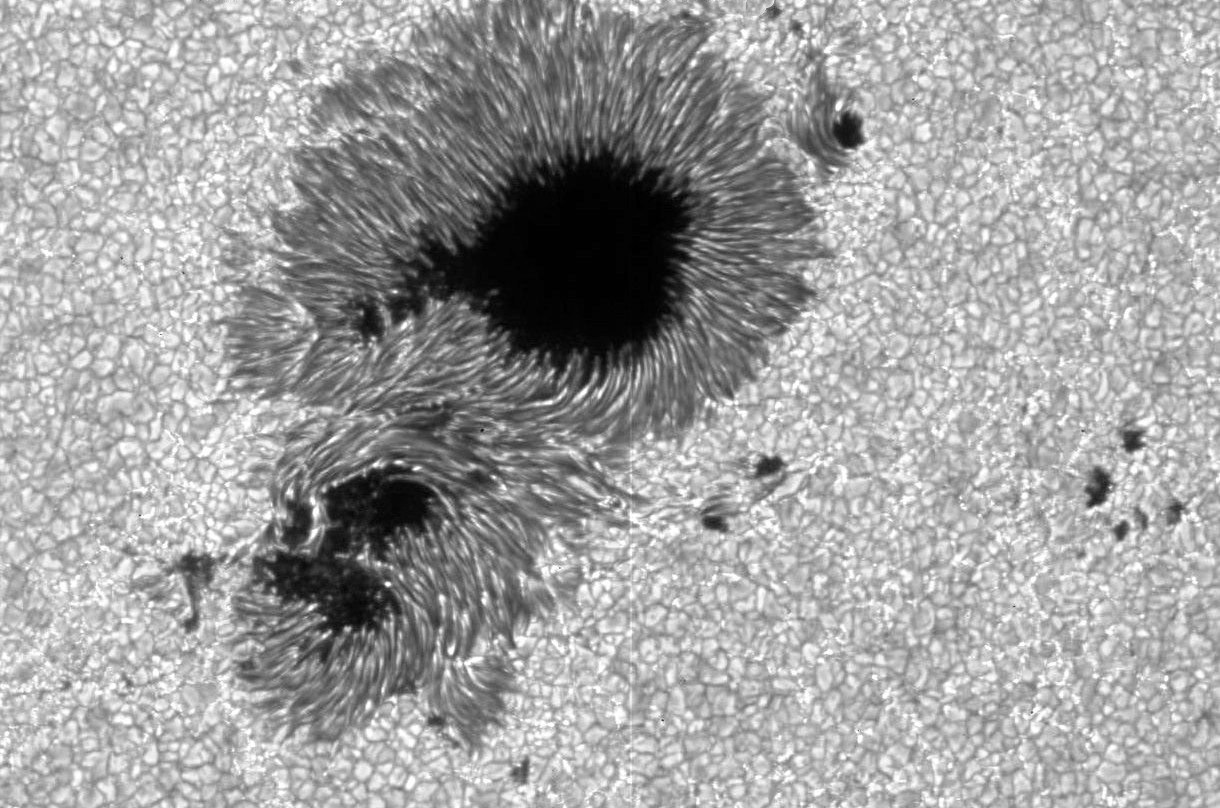
Sluneční skvrna obklopená dlouhými, vláknitými útvary – fibrilami

Fibrila je útvar ve spodní části chromosféry Slunce. Je to jemné, dlouhé tmavé vlákno s délkou až 11 000 km. Pozorují se v H-alfa čáře slunečního spektra.
Šířka fibril se pohybuje od 725 do 2 200 km. Mírně zakřivené fibrily směřují paprskovitě od sluneční skvrny. Začínají ve vnitřku penumbry (světlejší části sluneční skvrny) a sahají až do vzdáleností rovnající se průměru skvrny. Životnost jednotlivých fibril je jen 10 až 20 minut, ale celá jejich struktura téměř nemění svůj vzhled v průběhu několika hodin. Systém fibril obklopujících sluneční skvrnu se nazývá superpenumbra.
Nacházejí se i na jiných místech aktivních oblastí, kde jsou pravidelně uspořádány ve směru siločar magnetických polí. Jak jsou fibrily v bezprostřední blízkosti filamentů, jsou rozloženy rovnoměrně s nimi, což znamená, že jejich magnetické pole má totožnou orientaci. Existují i gigantické fibrily anebo řetězce fibril, které spojují velké skvrny nebo fakule. Tyto se nazývají nitě a připomínají malé filamenty. Předpokládá se, že fibrily jsou silotrubice magnetického pole, kterými prochází plazma s nižší teplotou, než jakou má fotosféra. Spojují skvrny nebo fakuly opačné polarity.